# Titta Ratti
Titta Ratti, de son vrai nom Battista Ratti, né le 25 février 1896 à Milan et mort à Malvaglia le 2 février 1992 , est un sculpteur italo-suisse.

## Biographie
La famille de Titta Ratti est originaire de Malvaglia, petit village du Tessin dans lequel il passera une grande partie de sa vie. Il nait à Milan, où son père a émigré et tient une boutique de fruits et légumes ; il est le quatrième enfant d'une fratrie de huit. De 1909 à 1913, il suit les cours d'une école d'art: La Scuola per l'arte dell'orafo, fondée à Milan en 1873. À partir de 1913, il travaille comme dessinateur et graveur dans la boutique de Gaetano Beretta fréquentée par de nombreux artistes. Il décide alors de se consacrer à une carrière artistique et s'inscrit à la Scuola superiore d'arte applicata a l'industria où il suit tout particulièrement des cours de dessin, de gravure et de sculpture sous la direction du sculpteur Eugenio Pellini. En 1919, il est reçu à l'Academia di Belle Arti de Brera où il suit des cours de sculpture sous la direction de Giuseppe Graziosi et de Bassano Danielli, et de peinture sous la direction d'Ambrogio Alciati. En 1923, il ouvre son atelier de sculpteur tout en faisant de nombreux séjours à Malvaglia où il se consacre à la pratique de l'alpinisme. Il fréquente aussi l'atelier d'Eugenio Pellini et celui d'Ernesto Bazzaro où il perfectionne sa formation de sculpteur. En 1927, il fait un premier et bref séjour à Paris. Il va ensuite se consacrer entièrement à sa carrière de sculpteur. En 1940, il devient directeur de la Scuola dell'orafo à Milan. Il reprend ensuite sa carrière d'artiste, se partageant entre Milan et Malvaglia, sans oublier la fréquentation des sommets suisses. Sa sœur, Elisa, le soutiendra et l'assistera toute sa vie. Il meurt à Malvaglia le 2 février 1992.

## Carrière artistique
En 1925, il obtient la commande du monument aux morts de la commune de Broni, dans la province de Pavie. Cette œuvre sera la première d'une série d'œuvres funéraires, genre qu'il pratiquera toute sa vie.
Il obtient une bourse d'études de la Confédération suisse en 1930 puis en 1931. Il repart alors pour Paris où il est très impressionné par sa visite de l'atelier-musée d'Antoine Bourdelle.
À partir de 1935, il commence à sculpter pour lui-même et expose pour la première fois en 1937 à Lugano, lors d'une exposition des artistes du Tessin (Mostra Ticinese d'arte dell'ottocento e contemporeana). Il devient membre de l'Association des peintres, sculpteurs et architectes suisses (SPSAS). Il participera ensuite à de nombreuses expositions en Suisse (Bâle, Bellinzona, Berne, Biasca, Bienne, Genève, Lausanne, Locarno, Lugano, Lucerne, Malvaglia, Ponto Valentinon, Saint Gallen, Zurich), et aussi en Italie (Milan) et en France (Paris).
Il participe aussi à des concours publics ; en 1952, il gagne le concours pour le bas relief décorant la façade de la poste de Lugano: Il mito di Iris (le mythe d'Iris).
En 1949, il expose des médailles à Paris au Palais de la monnaie ; il œuvrera toute sa vie dans ce genre et gagnera plusieurs concours en 1953, 1955, 1974 et 1976 pour diverses médailles commémoratives.
Une exposition rétrospective de son œuvre a lieu à Malvaglia en 1986.

## Œuvres

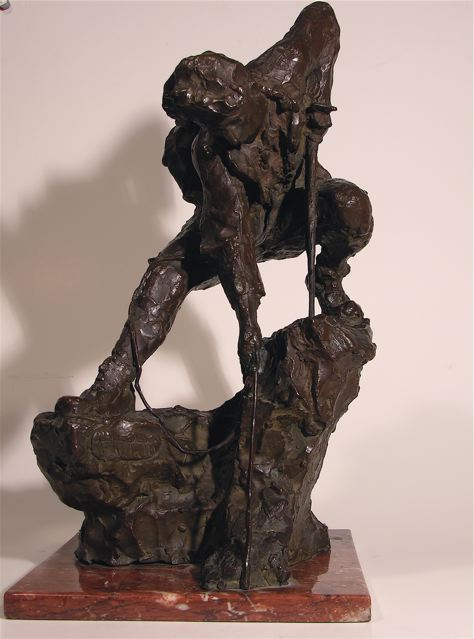
La Guida

Il s'agit essentiellement de sculptures (en ronde bosse ou en bas relief). Les principaux genres pratiqués ont été la sculpture funéraire, les têtes, bustes et sculptures commémoratives, des sculptures d'inspiration plus diverses et aussi des médailles.
Sélection de sculptures : 
- Monumento ai caduti della Grande Guerra (Broni), 1925
- La guida (Le guide) ou L'alpinista (L'alpiniste), 1930-1931
- Il bambino cieco (L'enfant aveugle) ; Cimetière monumental de Milan, 1931 ; une variante (buste) est exposée au Musée d'art de Lugano
- Indomita, 1931
- Busto del dottor Pasquale Blotti, 1932
- L'arciere (L'archer), 1935-1939
- Lanzichenecco (Lansquenet), 1935-1940
- Sciatore (skieur), 1935-1940
- Pugilatore (boxeur), 1935-1940
- Mosè salvato delle acque (Moïse sauvé des eaux), 1939
- Il ritrato di Brenno Bertoni, 1940 (acquis par le musée d'art de Lugano)
- Il riposo (Le repos), 1942-1944
- La caccia (La chasse), 1945-1947
- La pesca (La pêche), 1945-1947
- Il mito di Iris (Le mythe d'Iris), 1952-1955 (façade de la poste de Lugano)
- Maternità (Maternité), 1960-1965
- Caprone (Le grand bouc), 1981-1990, dernière œuvre

Vers la fin de sa vie, il a aussi repris une activité de dessinateur et a dessiné, entre autres, des paysages de montagne, du Cervin en particulier.